# Universitätssternwarte Graz

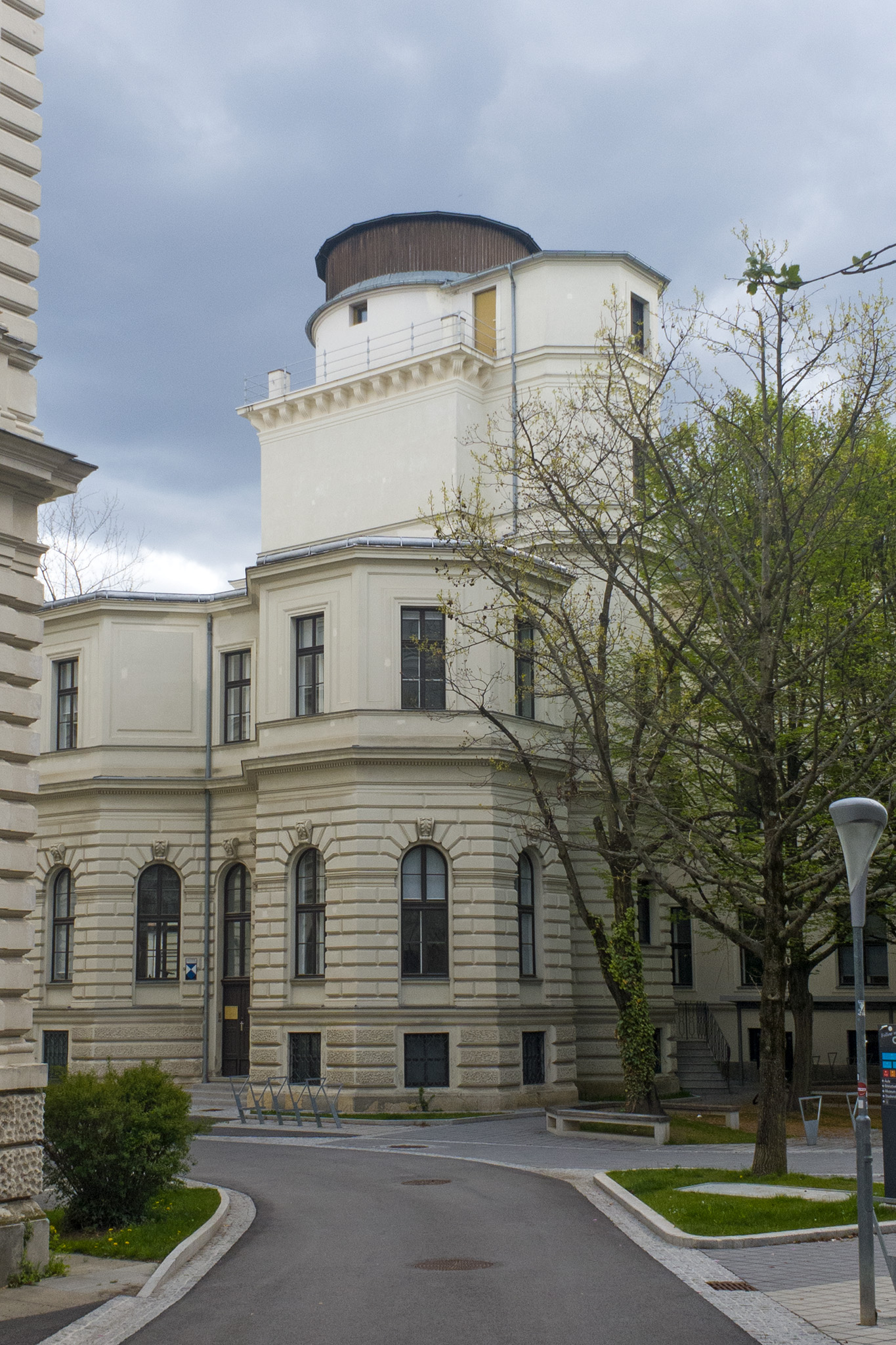
Universitätssternwarte Graz

Die Universitätssternwarte Graz ist das astronomische Observatorium der Universität Graz. Früher auch in der Forschung von Bedeutung, dient sie heute überwiegend der studentischen Ausbildung.
Die Sternwarte befindet sich über einem Trakt des Physikgebäudes der Universität (8010 Graz, Universitätsplatz 5) im 3./4. Stock. Der frühere Betreiber, das Astronomische Institut, wurde 1999 Teil des Instituts für Geophysik, Astrophysik und Meteorologie (IGAM), das wiederum seit dem 1. April 2004 unter demselben Kürzel als Institutsbereich Geophysik, Astrophysik und Meteorologie Teil des Instituts für Physik ist.

## Gründungsgeschichte
In der von den Jesuiten 1585/86 gegründeten Universität, die unter ihrer Führung bis ins dritte Quartal des 18. Jahrhunderts bestand, war Astronomie nur ein Nebenfach. Intensiver wurde sie von Johannes Kepler 1594 bis 1600 an der evangelischen Stiftsschule unterrichtet. Ein eigentliches Observatorium wurde erst 1745 gegründet: der sogenannte „Mathematische Turm“ (in Anklang an die berühmte Sternwarte Kremsmünster) war ein zweistöckiger, fast 12 Meter hoher Aufbau an der Westseite des damaligen Hochschulgebäudes in der Bürgergasse und war mit astronomischen sowie meteorologischen Geräten ausgestattet. Im ersten Stockwerk des Turms befanden sich prunkvoll ausgestattete Museen für Mathematik und Physik. Der zweite Stock diente jenen astronomischen Beobachtungen, die nur nach einer Richtung hin freie Sicht erforderten. Dazu gehörten vor allem Messungen mit Mauerquadranten und Meridiankreisen. Das Mauerwerk wies in Südrichtung einen Beobachtungsspalt auf. Der größte Quadrant, der hier in Verwendung war, hatte immerhin einen Halbmesser von 2,5 Metern. Über den zweiten Stock des Turms erhob sich noch eine nach allen Seiten hin offene Plattform, auf der transportable Teleskope aufgestellt werden konnten.
Der prachtvolle Turm wurde aber vierzehn Jahre nach der Aufhebung des Jesuiten-Ordens, 1787, im Zuge einer Reform des Erziehungswesens in Österreich, wieder abgetragen. Die Grazer Lehrkanzel für Astronomie war schon 1774 aufgehoben worden.
Um 1870 entstand das Hauptgebäude der Karl-Franzens-Universität neu deutlich östlich des alten Stadtkerns und auch des Stadtparks im Grazer Bezirk Geidorf. In nur 50 m Abstand entstand 1872–75 ein Neubau des Physik-Institutsgebäudes an der Adresse Universitätsplatz 5 – mit Heliostat und getrennter  erschütterungsarmer Fundamentierung der Versuchsräume. Zugleich wurde an seiner NO-Seite ein bescheidener „Astronomischen Turm“ angefügt. Zum Leiter dieser neuen Universitätssternwarte Graz wurde zunächst der Mathematiker Karl Friesach (1821–1891) ernannt. Einige Jahre später wurde ein regelmäßiger Astronomieunterricht aufgenommen (die Einrichtung eines Extraordinariats für Astronomie erfolgte 1891; der erste Inhaber dieser Stelle war Josef von Hepperger).
Zum Institut gehört auch als Außenstelle für tägliche Sonnenbeobachtungen das Sonnenobservatorium Kanzelhöhe auf der 1910 m hohen Gerlitzen in Kärnten, wo die meisten Sonnentage des südlichen Österreich zu verzeichnen sind. Der Bau wurde im Zweiten Weltkrieg begonnen und nach 1945 von der britischen Besatzungsmacht fertiggestellt und betrieben.
In den 1970er-Jahren wurde weiters – gemeinsam mit den Geodäten der TU Graz – eine näher gelegene Außenstelle östlich der Stadt am Lustbühel bei Waltendorf errichtet, wo unter besseren Luftbedingungen als in der Stadt und mit neueren Instrumenten auch beobachtende Forschungstätigkeit möglich ist.

## Ausstattung der Stadt-Sternwarte
- Parallaktisch montierter 6-Zoll-Refraktor (Optik von Steinheil, München)
- astronomische Uhren: eine mit Quarzpendel (Fischer, Wien) und eine mit Invarpendel (Riefler, München), reguliert nach Sternzeit bzw. mittlerer Zeit
- für Übungsbetrieb (in der Regel in einem Schauraum):
  - älteres Transitinstrument von Starke & Kammerer (Objektivöffnung 70 mm)
  - neueres Passageninstrument der Askaniawerke Berlin (Objektivöffnung 70 mm)
  - Universalinstrument von Pistor und Martins
  - einige Schiffschronometer und Spiegelsextanten.

Bis etwa 1950 (?) diente die Sternwarte auch für Orts- und Zeitbestimmungen und für Fotometrie (Messungen von Sternhelligkeiten), in welchen Bereichen die Lichtverschmutzung eine relativ geringe Beeinträchtigung darstellt. Heute wird sie nicht mehr für wissenschaftliche Nachtbeobachtungen genutzt, sondern primär der Ausbildung und zeitweiligen Sonnenbeobachtungen.

## Ausstattung der Außenstellen
- Observatorium Lustbühel: Näheres siehe dort; 
Nach dem Zweiten Weltkrieg wurde der Neubau eines neuen kleinen Observatoriums auf dem Lustbühel geplant, aber erst nach mehreren Vorstufen 1976 realisiert. Heute wird dort mit modernen Instrumenten von Zeiss und ASA (Astro Systeme Austria) Fotometrie und Astrometrie von Körpern des Sonnensystems betrieben und seitens der Geodäsie-Institute auch Kosmische Geodäsie zu Erdsatelliten (v. a. zu GPS- und Lasersatelliten).
- Sonnenobservatorium Kanzelhöhe: siehe dort.